# Manoel Messias dos Santos
Manoel Messias dos Santos (19 de noviembre de 1996) es un deportista brasileño que compite en triatlón.
Ganó tres medallas en los Juegos Panamericanos, en los años 2019 y 2023, y cinco medallas en el Campeonato Panamericano de Triatlón entre los años 2017 y 2022.

## Palmarés internacional
| Juegos Panamericanos    | Juegos Panamericanos      | Juegos Panamericanos | Juegos Panamericanos |
| Año                     | Lugar                     | Medalla              | Prueba               |
| ----------------------- | ------------------------- | -------------------- | -------------------- |
| 2019                    | Lima (Perú)               | Medalla de oro       | Relevo mixto         |
| 2019                    | Lima (Perú)               | Medalla de plata     | Individual           |
| 2023                    | Santiago (Chile)          | Medalla de oro       | Relevo mixto         |
| Campeonato Panamericano |                           |                      |                      |
| Año                     | Lugar                     | Medalla              | Prueba               |
| 2017                    | Puerto López (Ecuador)    | Medalla de oro       | Individual           |
| 2018                    | Brasilia (Brasil)         | Medalla de oro       | Individual           |
| 2018                    | Sarasota (Estados Unidos) | Medalla de bronce    | Relevo mixto         |
| 2019                    | Monterrey (México)        | Medalla de oro       | Relevo mixto         |
| 2022                    | Montevideo (Uruguay)      | Medalla de oro       | Relevo mixto         |